# Фарнум, Уильям

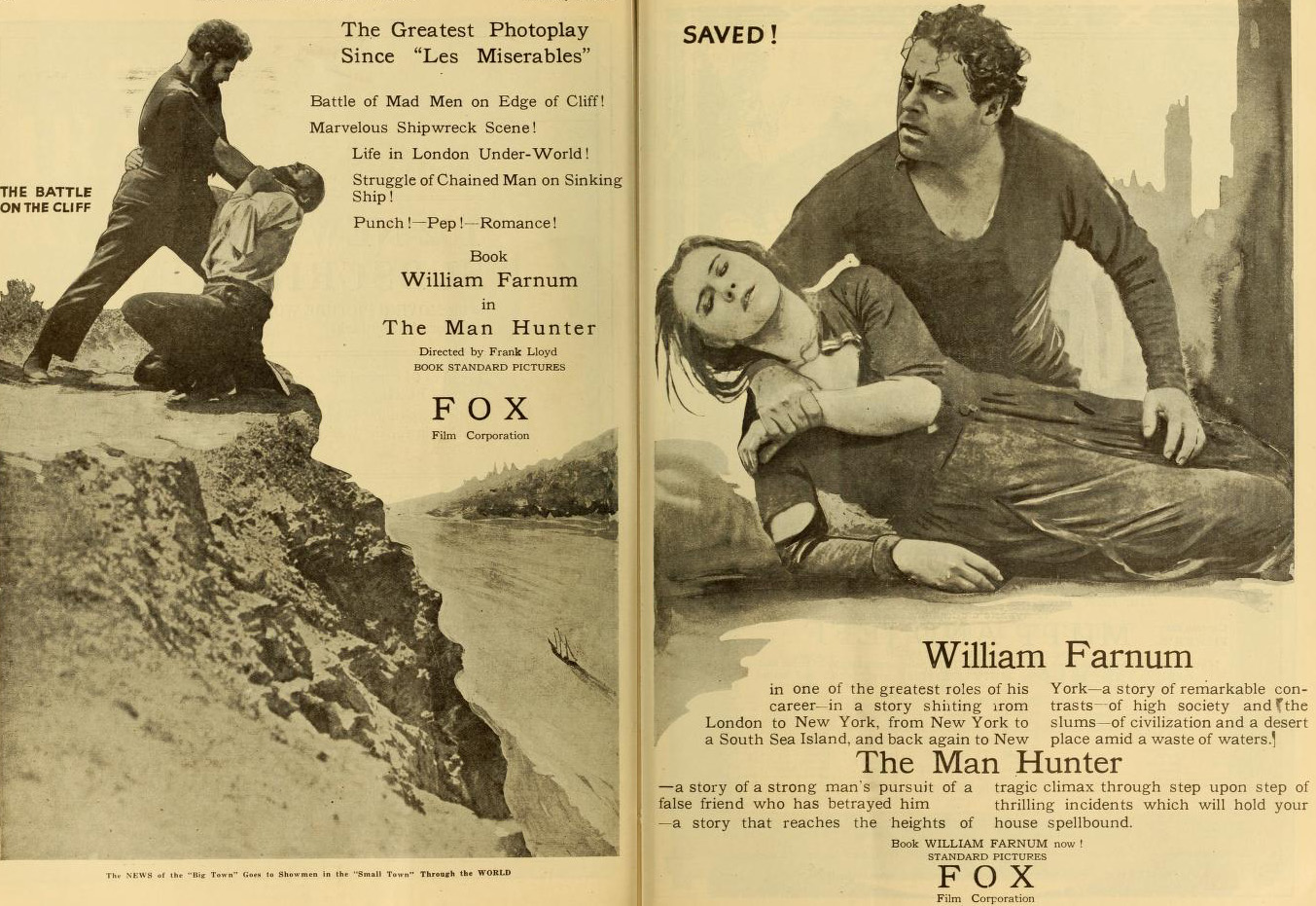
Реклама фильма «Охотник на людей» (1919). На правой обложке — с актрисой Луизой Лавли.

Уи́льям Фа́рнум (англ. William Farnum; 4 июля 1876, Бостон — 5 июня 1953, Голливуд, Калифорния) — американский актёр театра и кино.

## Биография
Фарнум вырос в актёрской семье, старший брат — Дастин Фарнум известный актер немого кино. В театре дебютировал в возрасте десяти лет в постановке Юлий Цезарь с Эдвином Бутом в главной роли. Успех принесла роль в спектакле «Бен Гур» (1900). С 1915 по 1925 год Уильям Фарнум играл в основном в кино. В этот период он был одним из самых высокооплачиваемых актёров в Голливуде.

## Фильмография
| Год  |   | Русское название      | Оригинальное название | Роль                 |
| ---- | - | --------------------- | --------------------- | -------------------- |
| 1917 | ф | Отверженные           | Les Misérables        | Жан Вальжан          |
| 1922 | ф |                       | Moonshine Valley      |                      |
| 1932 | ф | Мистер Робинзон Крузо | Mr. Robinson Crusoe   | Уильям Белмонт       |
| 1934 | ф | Клеопатра             | Cleopatra             | Марк Эмилий Лепид    |
| 1937 | ф | Девушка Салема        | Maid of Salem         | Crown Justice Sewall |
| 1944 | ф | Проклятие мумии       | The Mummy's Curse     | Майкл                |
| 1945 | ф | Капитан Кидд          | Captain Kidd          | капитан Роусон       |
| 1949 | ф | Самсон и Далила       | Samson and Delilah    | Тубал                |